# Coris batuensis
Coris batuensis är en fiskart som först beskrevs av Bleeker, 1856-57.  Coris batuensis ingår i släktet Coris och familjen läppfiskar. IUCN kategoriserar arten globalt som livskraftig. Inga underarter finns listade i Catalogue of Life.